# Palazzo Costabili
Palazzo Costabili, detto anche palazzo di Ludovico il Moro, è un edificio che si trova a Ferrara, in via XX Settembre 122. Ospita il Museo archeologico nazionale di Ferrara.
Sebbene incompiuto costituisce uno dei maggiori capolavori dell'architetto Biagio Rossetti.

## Storia
Secondo un'ipotetica tradizione, il duca di Milano Ludovico il Moro, per sfuggire alle minacce incombenti che si andavano profilando sulla sua persona, avrebbe deciso di edificarsi una sontuosa dimora nella tranquilla capitale estense, città d'origine della sua sposa Beatrice d'Este, ed affidò all'ambasciatore della città meneghina presso la corte d'Este il compito di provvedere a costruire tale edificio. In realtà pare che la commissione partì unicamente dal legato degli Sforza presso gli Este, l'ambasciatore Antonio Costabili.
I lavori vennero affidati all'architetto di corte Biagio Rossetti che iniziò la costruzione della dimora nel 1495 mentre i lavori terminarono già nel 1504. Il palazzo venne edificato sull'antica Via della Ghiara, così chiamata per via dei residui sabbiosi lasciati da uno dei rami del Po che un tempo scorreva in quella zona, e rappresenta le storiche alleanze politiche che a quei tempi intercorrevano fra Ferrara e Milano, evidenziate in modo particolare dalle parentele di Ludovico il Moro con gli Este, sia come marito di Beatrice d'Este e sia come zio di Anna Maria Sforza, prima moglie di Alfonso I d'Este.
In seguito il palazzo divenne di proprietà della famiglia Costabili che si estinse nel XVI secolo e questo determinò una serie di passaggi di proprietà che ne causò il degrado. Soltanto nel 1920, su iniziativa del direttore generale delle Antichità e Belle Arti Corrado Ricci, lo Stato acquistò l'immobile dagli ultimi proprietari. Fu necessario un restauro notevole per recuperare la struttura quando, nel 1929, il Ministero dell'educazione nazionale decise di destinarlo a sede dei reperti archeologici ritrovati nella necropoli di Spina. I lavori iniziarono nel 1932 e comportarono il consolidamento e l'adeguamento a sede museale. Come da prassi dell'epoca venne recuperato lo stile originale e vennero eliminate molte decorazioni barocche.
Gli ultimi interventi di restauro risalgono agli novanta e sono stati eseguiti per conto del Ministero dei Beni e delle Attività Culturali e del Turismo e del Comune di Ferrara che hanno provveduto a lavori di adeguamento tecnologico degli impianti e a restauri filologici.

## Architettura
Il cortile d'onore, nonostante sia incompleto su due lati, costituisce probabilmente l'aspetto più significativo dello splendore della dimora: un doppio ordine di arcate produce un ritmo costante, con il portico e il loggiato superiore. 

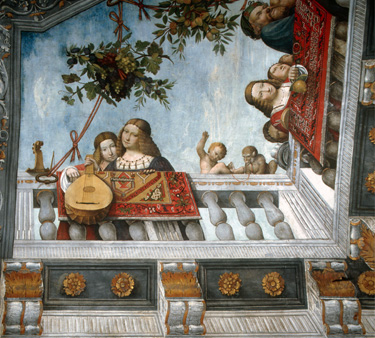
La Sala del Tesoro

I due ordini di arcate sono coronati da un elegante cornicione in cotto, e da decorazioni marmoree che rendono più armonioso l'insieme.
Le finestre del primo piano, in origine, erano alternativamente aperte e murate a gruppi di due, creando un gioco di pieni e vuoti che ancora si può in parte apprezzare sulla facciata del palazzo su via Porta d'Amore. Il restauro degli anni Trenta del Novecento aprì tutte le finestre per ottenere un porticato nello stile del Bramante, al quale si voleva attribuire il progetto dell'edificio. Oggi un gioco di tende suggerisce al visitatore l'antico aspetto del cortile.

### Sala del Tesoro
Degli interni, di cui resta assai poco, la stanza più rappresentativa e più importante è la cosiddetta Sala del Tesoro, probabilmente destinata a sala della musica o a biblioteca, archivio o addirittura a thesaurus, ovvero a luogo di raccolta di opere d'arte e oggetti preziosi. La sala fu decorata fra il 1503 e il 1506 da Benvenuto Tisi da Garofalo, uno fra i pittori più rappresentativi della Scuola ferrarese attiva alla corte estense nel tardo Rinascimento. Il soffitto è decorato sulla base della Camera degli Sposi di Mantegna, ubicata nel Castello di San Giorgio a Mantova, e presenta una finta balconata dalla quale si affacciano diversi personaggi, molti con strumenti musicali, che testimoniano il loro amore nei confronti della musica, dell'arte e della poesia; oltre la balconata, nel cielo turchino, si staglia il soffitto di un gazebo decorato con rami carichi di frutti. Al centro del gazebo si trovano un rosone ligneo d'oro intagliato e una finta architettura che funge da copertura della struttura. Tutto attorno corre un fregio decorato a grottesche con medaglioni che raffigurano scene mitologiche dell'antica Roma.
Il raccordo pittorico fra il soffitto e le pareti è stato eseguito nel 1517 con lunette nelle quali è dipinto il mito di Eros e Anteros, opera dell'umanista Celio Calcagnini.

### Salone delle Carte Geografiche

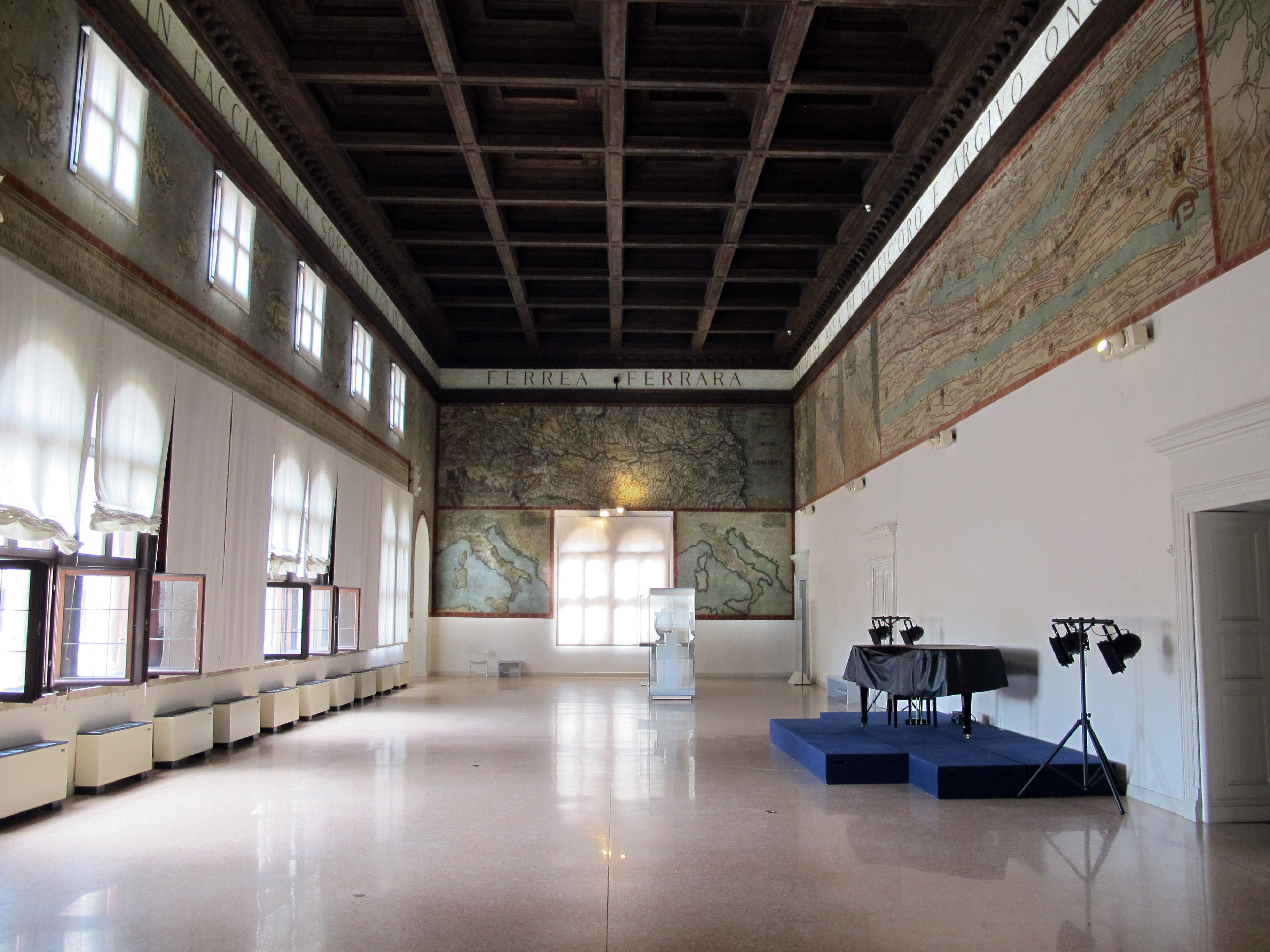
Salone delle Carte Geografiche

Tale salone si trova nel piano nobile del palazzo, dedicato alla necropoli etrusca di Spina, ed è stato decorato nel 1935 come conclusione dei lavori di restauro che portarono all'apertura del Museo Archeologico Nazionale.
La scelta di dedicare la conclusione dell'itinerario museale alla riproduzione di antiche carte geografiche venne presa dal primo direttore del museo, Salvatore Aurigemma, che volle porre l'attenzione dello spettatore sia sul territorio del delta del Po e sia sulle valli di Comacchio, ovvero la zona nella quale vennero alla luce i reperti della città di Spina in seguito alla bonifica di Valle Trebba avvenuta negli anni Venti. Tale volontà di decorare la sala trova fondamento anche nello spirito dell'epoca, in particolare la ripresa della storia passata e soprattutto dell'antica Roma imperiale, che in epoca fascista serviva a giustificare gli interventi e le azioni dello Stato.
La rassegna delle grandi carte geografiche, anche se superate dalla cartografia moderna, inizia con due carte d'Italia: una con i territori in cui abitavano gli Etruschi durante il loro periodo di massima espansione (V secolo), mentre l'altra mostra la divisione in regioni durante l'epoca dell'imperatore Augusto (I secolo). Una rappresentazione di rilievo, posta lungo la parete che si affaccia sul loggiato, viene ricoperta da una porzione della Tavola Peutingeriana, copia medievale di una carta geografica romana indicante le vie militari dell'Impero romano, che raffigura il percorso del Po da Piacenza sino alla sua foce e con l'Italia centrale fino a Roma.
Concludono il ciclo cartografico le mappe del delta del Po e delle valli di Comacchio, utili al visitatore per meglio inquadrare la zona di origine della città etrusca di Spina.
Attorno alla sala, sul fregio del cornicione, vennero trascritti i versi dell'ode Alla città di Ferrara, composti da Giosuè Carducci nel 1895.

### Il giardino

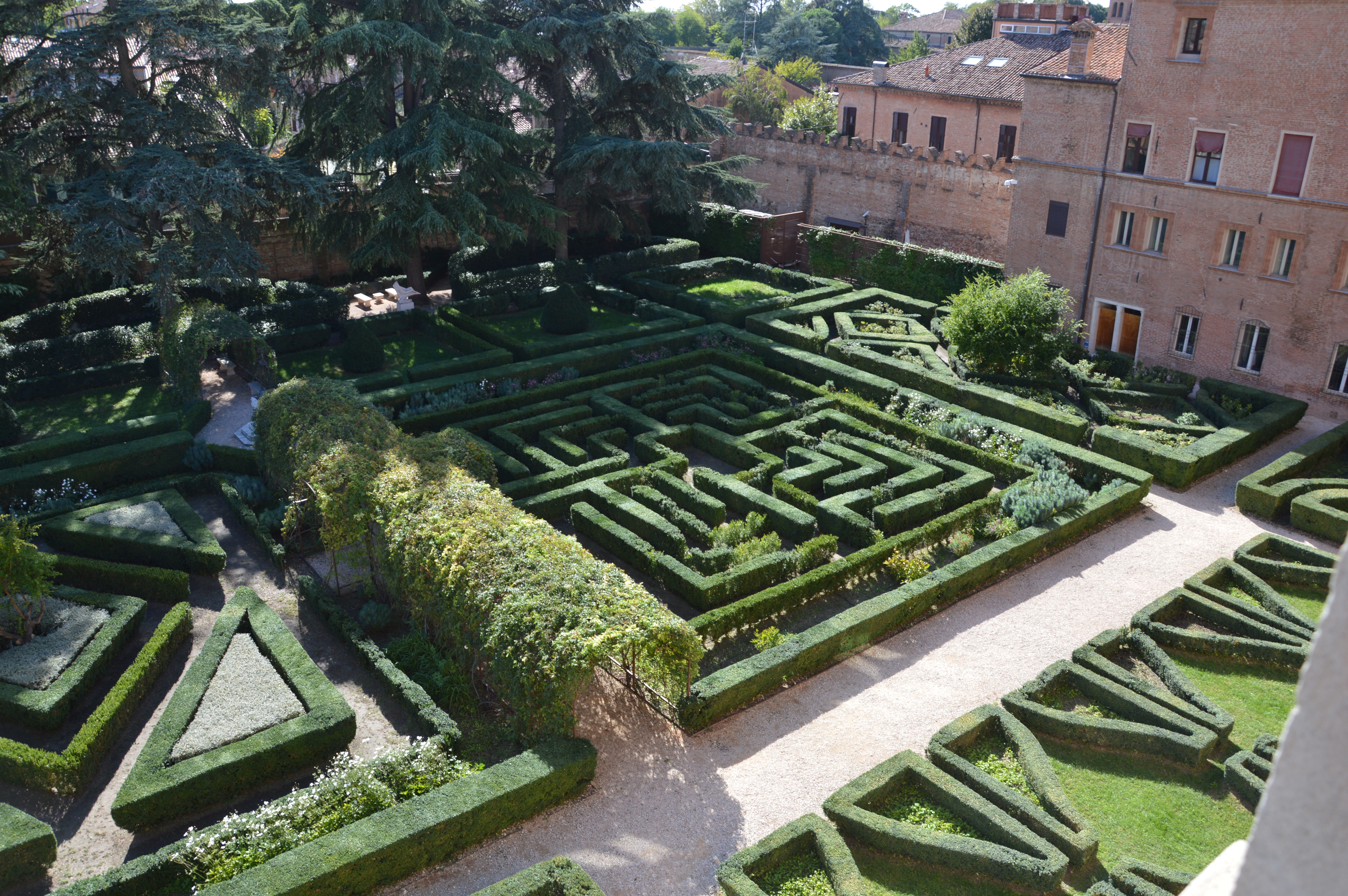
Vista del giardino dall'alto con il labirinto

Degli spazi esterni del palazzo assume notevole importanza il giardino formale, frutto dei restauri cui è stato sottoposto nel 2010. Il giardino oggi visitabile non è però quello originale poiché si tratta di una ricostruzione in stile di un tipico giardino rinascimentale operata negli anni trenta. Il "giardino di rappresentanza" originale si trovava a levante del palazzo, lungo l'antica via della Ghiara, del quale oggi non ne è rimasta più alcuna traccia dato che nel corso del tempo è stato più volte frazionato e destinato a proprietari diversi.
La volontà di ricreare un tipico giardino rinascimentale nasce negli anni Trenta, nello stesso periodo in cui venne inaugurato il Museo Archeologico Nazionale, sebbene sia il risultato di una ricostruzione puramente immaginaria e non basata su alcuna documentazione storica. Il giardino, che fino agli inizi del Novecento era adibito a orto, venne suddiviso in ampi riquadri, mantenendo gli stessi percorsi esistenti e delineando le aiuole; inoltre, come voleva la prassi dell'epoca, la parte sud venne decorata con esedre di ligustro, pianta non diffusa nei giardini del Cinquecento. Negli anni cinquanta si provvedette ad aggiungere il labirinto, la galleria di rose, i giochi verdi dentro i riquadri ed altre specie arboree, finendo per perdere l'unità formale con cui era stato concepito.
I lavori di restauro del 2009-2010, grazie agli studi eseguiti sul terreno, hanno consentito sia di mantenere pressoché inalterato l'impianto del giardino e hanno altresì consentito di ricostruire l'antica costituzione delle essenze arboree. In particolare, l'archeologia dei paesaggi ha ricostruito un ambiente molto vasto, adibito quasi interamente ad orto e dotato di rare alberature ma ricco delle vegetazioni tipiche di un terreno umido, così come ad alberi da frutto, prati incolti e ad un'elevata concentrazione di cereali, soprattutto orzo e grano; le indagini di scavo archeologiche hanno invece evidenziato i livelli del terreno precedenti alle operazioni di costruzione del palazzo insieme ai resti di un muro che tagliava trasversalmente il giardino e che fu abbattuto agli inizi del XVIII secolo.
Le indagini paleobotaniche e palinologiche hanno restituito così un quadro più dettagliato sulle composizioni arboree dell'area nel corso dei secoli ed hanno permesso un restauro più accurato del giardino, il quale è stato promosso e finanziato dal Ministero dei Beni e delle Attività Culturali e del Turismo. L'intervento è consistito in un restauro conservativo dell'esistente: sono stati mantenuti i percorsi e le aree verdi, i riquadri e le siepi in bosso, così come il labirinto ed il pergolato di rose, mentre il cedro deodara ed il cedro del Libano posti nella zona sud hanno subito un intervento di ripulitura delle parti secche ed un innalzamento delle chiome. Sono anche stati riposizionati i quattro tassi nei rispettivi riquadri, oltre il pozzo, per non interferire con la visuale prospettica del portico; sono inoltre state rimpiazzate alcune essenze arboree con due piante di melograno, già presenti nel giardino e raffigurate anche nella Sala del Tesoro dal Garofalo. Infine, il muro di cinta è stato rivestito con piante rampicanti fiorite quali rose, ortensie, clematis armandii e viti americane.